# الإعصار (فلم 1999)
فيلم الإعصار (بالإنجليزية: The Hurricane)، فيلم أمريكي من إنتاج سنة 1999 يقوم الفيلم على أحداث حقيقية عن قصة الملاكم روبين كارتر (دينزل واشنطن) الملقب بالإعصار. عاش الملاكم ذو الأصول الأفريقية طفولة مضطربة وعانى كثيرًا في شبابه ولكنه استطاع أن يقهر الظروف ليصبح أحد أبطال الوزن المتوسط. تتحطم أحلامه عندما يتهم في جريمة قتل ثلاثية ويحكم عليه بالسجن مدى الحياة، يحاول كارتر أن يثبت براءته ولكن جهوده تذهب أدراج الرياح. تتغير الأمور عندما يقرأ طفل أمريكي أسمر قصة كارتر التي سجلها في كتاب، يقتنع الفتى ببراءته ويقرر أن يساعده على إثباتها وتتوالى الأحداث. حاز الفيلم على جائزة الغولدن غلوب لأفضل ممثل درامي. وقد رشح لأوسكار أفضل ممثل.
من أفضل أفلام الدراما الاميريكيه الذي يكشف عن جانبي العملة الاميريكيه أما الجانب الأول فهو العنصرية التي تقف مقاما اولا قبل اتخاذ قراراتهم حتي أصغر القرارات أما الجانب الثاني فهو الجانب الإنساني وله دور اساسي في تقدمهم الكبير فهناك منهم من يهتم بتعليم السود الزنوج ومساعدتهم وتقديم الفرص وحتي الارتباط بهم دون النظر إلى العرق وهذا ملخص لفكرة إبداع هذا الفيلم.

## القصة
عام 1966 كان روبين "هاريكان" كارتر ملاكم واعد ومصنف أول في الوزن المتوسط من باترسون، نيوجيرسي، وكان يتوقع له الكثير من المشجعين أن يصبح أعظم بطل ملاكمة في العالم. ولكن، عندما قُتل ثلاثة أشخاص، وتحديدًا نادل النادي وزبون وزبائن، بالرصاص في إحدى الحانات، أوقفت الشرطة كارتر وصديقه جون أرتيس، اللذين كانا يقودان سيارتهما عائدين إلى منزلهما من نادي آخر في باترسون، واستجوبتهما بعد لحظات من الجريمة، بينما كانت الشرطة تحقق في جرائم القتل.
رغم تأكيد الشرطة براءتهما، وبالتالي "لم يكونا مشتبه بهما قط"، بعد استجوابهما، زعم رجل يُدعى ألفريد بيلو، وهو مشتبه به في جرائم القتل، والذي استجوبته الشرطة أيضًا، أن كارتر وأرتيس كانا حاضرين وقت وقوع الجرائم وأنهما ارتكباها بنفسيهما. بناءً على شهادة بيلو، أُدين كارتر وأرتيس بارتكاب جريمة القتل الثلاثية في الحانة، وحُكم على كارتر بالسجن المؤبد ثلاث مرات متتالية.
طوال فترة سجنه، أعلن كارتر براءته، مدعيًا أن عرقه هو السبب الحقيقي لإدانته، بينما كان يكتب وينشر سيرته الذاتية. بعد ثماني سنوات، أنكر بيلو وشريكه في التهمة، آرثر برادلي، الذي ادعى أيضًا أن كارتر كان حاضرًا في مسرح الجرائم، شهادتهما وتراجعا عنها. ومع ذلك، أُدين كارتر وأرتيس مرة أخرى.
بعد المحاكمة الثانية التي أعادت كارتر وأرتيس إلى السجن، ينتقل ليسرا مارتن، وهو شاب أمريكي من أصل أفريقي من بروكلين، للعيش في تورنتو مع مجموعة من النشطاء الكنديين الذين يرون إمكانياته الأكاديمية ويرغبون في تربيته كمعلمين له. في ثمانينيات القرن الماضي، يبدي اهتمامًا بحياة كارتر بعد شرائه نسخة من سيرته الذاتية، فيقرأها ويقتنع ببراءته. بعد ذلك، يلتزم هو وعائلته الكندية بالتبني بقضيته، وينضمون إلى فريق كارتر القانوني لدفع ولاية نيوجيرسي إلى إعادة النظر في قضيته.
عام 1985 قضت محكمة المقاطعة الفيدرالية، برئاسة القاضي إتش. لي ساروكين من محكمة مقاطعة نيوجيرسي الأمريكية، بأن الادعاء في محاكمة كارتر الثانية ارتكب "انتهاكات دستورية جسيمة"، وأن إدانته استندت إلى العنصرية لا إلى الوقائع. ونتيجة لذلك، أُطلق سراح كارتر (ولاحقًا آرتيس). قبل صدور الحكم الذي أطلق سراحه وبعده، لخّص كارتر قصته بقوله: "الكراهية أوصلتني إلى السجن، والحب أخرجني".

## طاقم التمثيل
- دنزل واشنطن بدور روبن كارتر
- Vicellous Reon Shannon بدور ليسرا مارتن
- ديبورا كارا أنجر بدور ليزا بيترس
- لييف شرايبر بدور سام تشايتون
- John Hannah بدور تيري سويتن
- دان هداية بدور المحقق. العقيد. ديلا بيسكا
- ديبي مورغان بدور مي ثيلما كارتر
- كلانسي براون بدور الملازم. جيمي ويليامز
- ديفيد بيمر بدور مايرون بيدلوك
- هاريس يولين  [لغات أخرى]‏ بدور ليون فرايدمان
- رود ستايغر بدور القاضي ساروكين
- فنسنت باستوري بدور ألفريد بيلو
- جورج تي. أودوم بدور Ed 'Big Ed'
- بياتريس ويندي  [لغات أخرى]‏ بدور Louise Cockersham
- Badja Djola بدور مابوتو
- غارلاند وايت بدور جون أرتيس

## انظر ايضا
- Denzel Washington filmography
- List of boxing films

## وصلات خارجية
- مقالات تستعمل روابط فنية بلا صلة مع ويكي بيانات
- http://www.imdb.com/title/tt0174856/
- http://www.allmovie.com/cg/avg.dll?p=avg&sql=1:181297
- http://www.boxofficemojo.com/movies/?id=hurricane.htm
- http://www.metacritic.com/film/titles/hurricane?q=The%20Hurricane
- http://www.elcinema.com/work/wk2002568/summary/ (السينما كوم)